# Mastretta MXT
O MXT é um carro esportivo da empresa mexicana Mastretta. É o primeiro carro que a Mastretta projetou sem qualquer entrada estrangeira. O MXT baseia-se vagamente no Lotus Elise e entrou em produção em 1º de janeiro de 2011. Ele recebeu atenção nacional e internacional por ser quase inteiramente produzido e projetado no México. A produção do Mastretta MXT terminou em maio de 2014.